# Тоёда, Ёхэй
Ёхэй Тоёда (яп. 豊田 陽平 Тоёда Ё:хэй, 11 апреля 1985 года, Комацу) — японский футболист, нападающий клуба «Саган Тосу». Выступал за сборную Японии.

## Карьера
На протяжении своей футбольной карьеры выступал за клубы «Нагоя Грампус Эйт», «Монтедио Ямагата», «Киото Санга», «Саган Тосу».

## Национальная сборная
С 2013 по 2014 год сыграл за национальную сборную Японии 6 матчей, в которых забил 1 гол.

## Статистика за сборную
| Сборная Японии | Сборная Японии | Сборная Японии |
| Год            | Матчи          | Голы           |
| -------------- | -------------- | -------------- |
| 2013           | 3              | 0              |
| 2014           | 3              | 1              |
| Итого          | 6              | 1              |

## Достижения

### Индивидуальные
- Включён в сборную Джей-лиги; 2012